# Mosonyi Károly
Mosonyi Károly, Mannsberger Jakab (Szeged, 1832. október 27. – Szeged, 1911. október 17.) színigazgató.

## Pályafutása
Mannsberger Ignác és Klein Johanna fia. Tizenhat éves korában részt vett az 1848–49-es forradalom és szabadságharcban, amelynek lezajlása után zenei hajlamait követve az 1850-es évek elején a bécsi konzervatóriumban tanult. Ezután zongoratanárként működött Szegeden. 1870-ben ugyanitt megválasztották színigazgatónak s új munkakörét mindjárt azzal kezdte, hogy pályázatot hirdetett népszínműre és vígjátékra. 1873 és 1876 között Miskolcon volt igazgató, ezután pedig 1878-ig Győrben. 1880-ban az aradi színházban, majd annak leégése után Temesvárott, Nagyváradon, Budán, Szabadkán és Pozsonyban működött. 1881 januárban az eperjesi színház megnyitóján az ő együttese szerepelt. 1883-ban Mannsberger családi nevét Mosonyira változtatta. 1886 tele és 1888 tavasza között igazgatta a Temesvár–Pozsonyi színikerületet. Ezután visszatért Aradra, ahol 1888–89-ben még utoljára megpróbálkozott a színházvezetéssel, ám sikere nem levén, Szegedre ment, ahol zongoratanárként és karmesterként dolgozott. A legjobb vidéki színészeket szerződtette, akiknek magas bért fizetett, díszletei is drágák és pazarok volt, így emiatt anyagilag tönkrement.
A szegedi izraelita temetőben helyezték örök nyugalomra.

## Családja
Házastársa Sugár Emma volt, akivel 1872. szeptember 17-én Pesten kötött házasságot.
Gyermekei:
- Mosonyi Anna (1873–?)
- Mosonyi Gyula (1874–?) könyvelő. Felesége Klein Szeréna (1888–?) női szabó.[6]
- Mosonyi Emil (1876–?)
- Mosonyi Imre (1878–?)
- Mosonyi Ilona (1881–?). Férje Kellner Gyula (1873–?) orvos.[7]
- Mosonyi Béla (1883–1969)[8] hadigondozó hivatalnok. Felesége Takács Mária Piroska (1900–?).[9]
- Mosonyi Gizella (1885–1944).[10] Férje Kovács Béla (1885–?) ügyvéd.[11]

## Működési adatai
- 1870–1873: Szeged
- 1871. nyár: Eger, Pécs, Zombor
- 1872. nyár: Makó, Gyula, Nagyszombat
- 1873. nyár: Temesvár
- 1873–1875: Miskolc, nyaranta: Eger, Ungvár
- 1876–1878: Győr, nyaranta: Nyíregyháza, Gyöngyös, illetve Sopron, Pápa, illetve Sopron
- 1880–1883: Arad, Nagyvárad
- 1883–1884: Szabadka
- 1884: Temesvár (Molnár György művezetésével)
- 1884–1885: Nagybecskerek, Zombor
- 1886–1888: Temesvár, Pozsony